# Eupelmus americanus
Eupelmus americanus är en stekelart som beskrevs av Maximilian Spinola 1853. Eupelmus americanus ingår i släktet Eupelmus och familjen hoppglanssteklar. Inga underarter finns listade i Catalogue of Life.